# Carcelia aenea
Carcelia aenea là một loài ruồi trong họ Tachinidae.